# Masursky Award
De Harold Masursky Award for Meritorious Service to Planetary Science (kortweg Masursky Award) wordt door de Division for Planetary Sciences (DPS) van de American Astronomical Society jaarlijks toegekend aan wetenschappers die zich buitengewoon hebben ingezet voor de planetaire astronomie. De onderscheiding is vernoemd naar de Amerikaanse astronoom en geoloog Harold Masursky.
Alleen planetair astronomen die zich niet hoofdzakelijk met studies naar de zon en de Aarde bezighouden, komen in aanmerking voor de onderscheiding die sinds 1991 intermitterend wordt uitgereikt. In 2007 ontving de van oorsprong Nederlandse astronoom Tom Gehrels de Masursky Award.

## Ontvangers
- 1991 Carl Sagan[1]
- 1992 Harlan Smith[2]
- 1993 Mildred Shapley Matthews[3]
- 1994 Joe Burns[4]
- 1995 William Brunk[5]
- 1996 William Quaide[6]
- 1997 John Trauger[7]
- 1998 Jurgen Rahe
- 1999 Wesley Huntress[8]

- 2000 George Brown[8]
- 2001 Niet uitgereikt
- 2002 Niet uitgereikt
- 2003 Reta Beebe[8]
- 2004 Alexander Basilevsky[9]
- 2005 J. Kelly Beatty[10]
- 2006 Gentry Lee[11]
- 2007 Tom Gehrels[1][3]
- 2008 Jon Giorgini[12]
- 2009 Niet uitgereikt

- 2010 Alan Tokunaga[13]
- 2011 Benton Clark III
- 2012 Susan Niebur
- 2013 Ronald Greeley[14]
- 2014 Athena Coustenis[15]
- 2015 Christina Richey
- 2016 Mark V. Sykes[16]
- 2017 Louise Prockter
- 2018 Faith Vilas
- 2019 Phil Nicholson
- 2020 Heidi Hammel
- 2021 Mark Showalter